# Валентин Варенников
Валентин Иванович Варенников (* 15 декември 1923 г. в Краснодар; † 6 май 2009 г. в Москва) е съветски и руски армейски генерал и политик.

## Биография
Валентин Варенников произхожда от бедно казашко семейство в Краснодар. Той се сражава като офицер в Червената армия в битката за Сталинград и в успешните операции за освобождение на Украйна и Беларус срещу Вермахта (Операция „Багратион“). По време на битката за Берлин участва в превземането на Райхстага.
Преди парада за Деня на победата в Москва през 1945 г. той командва почетния караул на Централното летище „Фрунзе“, който присъства при пристигането на Знамето на победата в Москва. Дали е участвал в парада за Деня на победата, не е известно.
Варенников остава в ГДР като офицер и генерал-лейтенант (от 19 април 1970 г.) на Съветската армия до 1969 г. От август 1969 г. до юни 1971 г. командва 3-та армия на ГССД в Магдебург.
През 1986 г. той ръководи военните подразделения по ликвидацията на последствията от Чернобилската авария.
Между 1974 и 1979 г. Варенников е командир на Подкарпатския военен окръг. През 1984 – 1989 г. е ръководител на Групата на дирекция на Министерството на отбраната на СССР в Афганистан. 
Като генерал той става главнокомандващ на Сухопътните войски на СССР и заместник-министър на отбраната на Съветския съюз през 1989 г. Варенников е смятан за привърженик на твърдата линия в отношенията със съюзните републики и очевидно неслучайно е представлявал интересите на Върховния съвет на СССР по време на преговорите с Латвия през април 1991 г.
През 1991 г. е обвинен в участие в августовския преврат срещу Михаил Горбачов. След като отказва предложената му амнистия, руският Върховен съд го оправдава през август 1994 г.
През 1995 г. Варенников е избран в Държавната дума като член на Комунистическата партия. В Думата Варенников председателства Комисията по въпросите на ветераните. През 2003 г. се присъединява към блока „Родина“. Валентин Варенников е носител на званието Герой на Съветския съюз, както и на множество други съветски, руски и чуждестранни награди и почетни титли. Той е женен, има двама сина и живее в Москва.

## Валентин Варенников на български
- Варенников, Валентин. Неповторимо. Книга 1-3.   София, Български писател, 2006. ISBN 9544435565, ISBN 9544435573, ISBN 9544435506. с. 1453. (на български)